# Fàbrica de farines
La fàbrica de farines o molí d'Alfara està situada entre las partides del Puntarró i El Cano al terme d'Alfara del Patriarca, molt a prop del barranc del Carraixet. És el casal del vell molí fariner, adossat a l'actual fàbrica moderna, va disposar de huit moles de molí en les seues etapes finals. Es tracta d'un dels molins medievals de la Reial séquia de Montcada declarat Bé de Rellevància Local amb número 46.13.025-011.